# Приморский (Челябинская область)
Примо́рский — посёлок в Агаповском районе Челябинской области. Административный центр Приморского сельского поселения.

## Этимология
Топоним происходит от расположенного к северу от посёлка Верхнеуральского водохранилища, называемого в народе «морем».

## География
Посёлок находится на юго-западе Челябинской области, на левом берегу реки Урал, на расстоянии 23 км к северу от села Агаповка, административного центра района. Абсолютная высота — 381 м над уровнем моря.

## История
Посёлок основан в 1963 году при центральной усадьбе молочно-овощного совхоза Магнитогорского металлургического комбината, существовавшего с 1929 года.

## Население
| 1970 | 1995  | 2002  | 2010  |
| ---- | ----- | ----- | ----- |
| 3101 | ↘2713 | ↗2788 | ↘2624 |

### Половой состав
По данным Всероссийской переписи, в 2010 году численность населения посёлка составляла 2624 человек (1192 мужчины и 1432 женщины).
Проживают русские, башкиры.

## Улицы
| - ул. 50 лет Совхозу, - ул. 8 Марта, - ул. Восточная, - ул. Гагарина, - ул. Гидростроителей, - ул. Горная, - ул. Горького, - ул. Дорожная, | - пер. Дорожный, - ул. Западная, - ул. Калинина, - ул. Кирова, - ул. Клубная, - пер. Клубный, - ул. Коммунальная, - ул. Комсомольская, | - ул. Магнитогорская, - пер. Магнитогорский, - ул. Мичурина, - ул. Молодёжная, - ул. Набережная, - ул. Новая, - ул. Носова, - ул. Октябрьская, | - ул. Парковая, - ул. Партизанская, - ул. Первомайская, - ул. Садовая, - ул. Северная, - ул. Советская, - ул. Спортивная, - пер. Спортивный, | - ул. Стадионная, - ул. Строителей, - ул. Титова, - ул. Уральская, - ул. Центральная, - пер. Центральный, - ул. Чайковского, - ул. Школьная. |

## Инфраструктура
В посёлке действуют средняя школа, детский сад, детская школа искусств, дом культуры, врачебная амбулатория, офис врача общей практики и отделение «Почты России».